# Harponville
 Harponville  es una población y comuna francesa, en la región de Picardía, departamento de Somme, en el distrito de Amiens y cantón de Acheux-en-Amiénois.

## Demografía
| 143 | 160 | 151 | 150 | 130 | 125 | 148 |
| Para los censos de 1962 a 1999 la población legal corresponde a la población sin duplicidades (Fuente: INSEE [Consultar]) |     |     |     |     |     |     |